# Tanjung Kuyo
Tanjung Kuyo is een bestuurslaag in het regentschap Pelalawan van de provincie Riau, Indonesië. Tanjung Kuyo telt 1011 inwoners (volkstelling 2010).